# Carlos Harvey
Carlos Miguel Harvey Cisneros (Ciudad de Panamá, Panamá; 3 de febrero de 2000) es un futbolista panameño. Juega de defensa o  centrocampista y su equipo actual es el Minnesota United FC de la Major League Soccer de Estados Unidos. Es internacional absoluto con la selección de Panamá desde el año 2019.

## Trayectoria

### Tauro FC
Harvey se formó en las categorías inferiores del Tauro FC y su debut profesional fue en la Primera División de Panamá el 6 de octubre de 2018 en el empate 1 a 1 contra el Costa del Este FC en el Estadio Rommel Fernández en donde fue titular y jugó todo el partido. Salió campeón del Torneo Apertura 2018 en donde le ganaron la final 1 a 2 contra el Costa del Este FC en el Estadio Rommel Fernández en donde no estuvo convocado, en dicho torneo jugó 1 partido.

### LA Galaxy II
El 6 de marzo de 2019 fue anunciado su cesión al LA Galaxy II de la USL. Debutó con el club el 16 de marzo de 2019 en la victoria 0 a 3 contra el Tacoma Defiance en el Cheney Stadium en donde fue titular y jugó todo el partido. En la USL Championship 2019 jugó 19 partidos y anotó 2 goles en donde fueron eliminados en la ronda preliminar perder 2 a 0 contra el Austin Bold FC en el Austin Bold Stadium en donde fue titular y jugó todo el partido. Luego de sus importantes actuaciones el equipo renovó su préstamo al término de la temporada para el año 2020. En la USL Championship 2020 solo jugó 1 partido en donde fueron eliminados en los cuartos de final tras perder 4 a 1 contra el Reno 1868 FC en el Greater Nevada Field en donde no estuvo convocado. En la USL Championship 2021 jugó 17 partidos y anotó 3 goles quedando sexto en la División del pacífico. En la USL Championship 2022 jugó 19 partidos y anotó 1 gol quedando undécimo en la Conferencia Oeste.

### LA Galaxy
El 26 de junio de 2020 LA Galaxy renovó su préstamo para el año, pero en esta ocasión para ascenderlo a formar parte del equipo profesional en el torneo MLS is Back Tournament. Debutó con el club el 18 de julio de 2020 en la derrota 6 a 2 contra Los Angeles FC en el ESPN Wide World of Sports Complex Field 17 en donde fue suplente y entró al minuto 89 por Sebastian Lletget. En la Major League Soccer 2020 jugó 5 partidos en donde quedaron en la décima posición de la conferencia oeste. En la Major League Soccer 2021 jugó 4 partidos en donde quedaron en la octava posición de la conferencia oeste. En la Lamar Hunt U.S. Open Cup 2022 jugó 1 partido en donde fueron eliminados en los cuartos de final tras perder 1 a 2 contra el Sacramento Republic en el Dignity Health Sports Park en donde no estuvo convocado.

### Phoenix Rising FC
El 7 de febrero de 2023, fue anunciado como nuevo jugador del Phoenix Rising FC. Debutó con el club el 19 de marzo de 2023 en la derrota 3 a 0 contra San Diego Loyal SC en el Estadio Torero en donde fue titular y jugó todo el partido. En la Lamar Hunt U.S. Open Cup 2023 jugó 2 partidos en donde fueron en la tercera ronda tras perder en un marcador de 2 a 1 contra el New Mexico United en el Río Grande Credit Unión Field at Isotopes Park en donde fue titular y jugó hasta el minuto 85, marcando el único gol del partido del club. Salió campeón de la USL Championship 2023 en donde le ganaron la final 2 a 3 por penales tras estar empatado 1 a 1 en los tiempos extras contra el Charleston Battery en el Patriots Point en donde fue titular y jugó todo el partido, en donde jugó 34 partidos y anotó 5 goles.

### Minnesota United FC
El 24 de enero de 2024, fue anunciado como nuevo jugador del Minnesota United FC. El 16 de marzo de 2024 fue cedido al Minnesota United FC 2 y debutó con dicho club el 17 de marzo de 2024 en la derrota 4 a 1 contra Los Angeles FC 2 en el Titán Stadium en donde fue titular y jugó hasta el minuto 57. El 26 de abril de 2024 fue ascendió al primer equipo en donde debutó el 27 de abril de 2024 en la victoria 2 a 1 contra el Sporting Kansas City en el Allianz Field en donde fue suplente y entró al minuto 80 por Devin Padelford.

## Selección nacional

### Categorías inferiores
Harvey fue llamado por la selección sub-20 de Panamá para el Campeonato Sub-20 de la Concacaf de 2018 en donde jugó 6 partidos quedando en tercer lugar y en la Copa Mundial de Fútbol Sub-20 de 2019 en donde jugó 4 partidos en donde fueron eliminados en los octavos de final tras perder 4 a 1 contra Ucrania en el Estadio Municipal de Tychy en donde fue titular y jugó todo el partido.

### Participaciones con la Selección Inferiores
| Copa                     | Categoría | Sede           | Resultado        | Partidos | Goles |
| ------------------------ | --------- | -------------- | ---------------- | -------- | ----- |
| Campeonato Sub-20 2018   | Sub-20    | Estados Unidos | Tercer lugar     | 6        | 0     |
| Copa Mundial Sub-20 2019 | Sub-20    | Polonia        | Octavos de final | 4        | 0     |

### Selección absoluta
Debutó con la selección absoluta de Panamá el 27 de enero de 2019 en la derrota 3 a 0 contra Estados Unidos en un partido amistoso en el State Farm Stadium en donde fue suplente y entró al minuto 46 por Adalberto Carrasquilla. En la Liga de Naciones de la Concacaf 2019-20 estuvo como suplente en 1 partido en donde quedaron eliminados en la fase de grupos quedando en la segunda posición del grupo B clasificándose a la copa oro. En la Clasificación de Concacaf para la Copa Mundial de Fútbol de 2022 jugó 1 partido en donde quedaron en la quinta posición de la octagonal final quedándose a un paso del repechaje. En la Copa América 2024 jugó 2 partidos en donde fueron eliminados en los cuartos de final en donde perdieron 5 a 0 contra Colombia en el State Farm Stadium en donde fue suplente y entró al minuto 46 por Roderick Miller.

### Participaciones con la Selección Absoluta
| Copa                     | Sede           | Resultado        | Partidos | Goles |
| ------------------------ | -------------- | ---------------- | -------- | ----- |
| Liga de Naciones 2019-20 | Concacaf       | Fase de grupos   | 0        | 0     |
| Copa América 2024        | Estados Unidos | Cuartos de final | 2        | 0     |
| Liga de Naciones 2024-25 | Concacaf       | Subcampeón       | 4        | 0     |

### Goles internacionales
| Núm. | Fecha               | Lugar                                   | Rival     | Gol | Resultado | Competición |
| ---- | ------------------- | --------------------------------------- | --------- | --- | --------- | ----------- |
| 1    | 12 de marzo de 2023 | PayPal Park, California, Estados Unidos | Guatemala | 0-1 | 1-1       | Amistoso    |

## Estadísticas
Actualizado al último partido disputado el 5 de octubre de 2024.
| Tauro FC · Panamá |               |               |     |    |   |   |   |    |     |    |
| 1.ª | 2018-19       | 1             | 0   | -  | - | - | - | 1  | 0   |    |
| Total club | Total club    | 1             | 0   | 0  | 0 | 0 | 0 | 1  | 0   |    |
| LA Galaxy II Estados Unidos |               |               |     |    |   |   |   |    |     |    |
| 2.ª | 2019          | 19            | 2   | -  | - | - | - | 19 | 2   |    |
| 2.ª | 2020          | 1             | 0   | -  | - | - | - | 1  | 0   |    |
| 2.ª | 2021          | 17            | 3   | -  | - | - | - | 17 | 3   |    |
| 2.ª | 2022          | 19            | 1   | -  | - | - | - | 19 | 1   |    |
| Total club | Total club    | 56            | 6   | 0  | 0 | 0 | 0 | 56 | 6   |    |
| LA Galaxy Estados Unidos |               |               |     |    |   |   |   |    |     |    |
| 1.ª | 2020          | 6             | 0   | -  | - | - | - | 6  | 0   |    |
| 1.ª | 2021          | 4             | 0   | -  | - | - | - | 4  | 0   |    |
| 1.ª | 2022          | 0             | 0   | 1  | 0 | - | - | 1  | 0   |    |
| Total club | Total club    | 10            | 0   | 1  | 0 | 0 | 0 | 11 | 0   |    |
| Phoenix Rising FC Estados Unidos                                                                                                 |               |               |     |    |   |   |   |    |     |    |
| 2.ª | 2023          | 34            | 5   | 2  | 0 | - | - | 36 | 5   |    |
| Total club | Total club    | 34            | 5   | 2  | 0 | 0 | 0 | 36 | 5   |    |
| Minnesota United FC 2 Estados Unidos                                                                                             |               |               |     |    |   |   |   |    |     |    |
| 3.ª | 2024          | 3             | 3   | -  | - | - | - | 3  | 3   |    |
| Total club | Total club    | 3             | 3   | 0  | 0 | 0 | 0 | 3  | 3   |    |
| Minnesota United FC Estados Unidos                                                                                               |               |               |     |    |   |   |   |    |     |    |
| 1.ª | 2024          | 17            | 0   | 1  | 0 | 2 | 0 | 20 | 0   |    |
| Total club | Total club    | 17            | 0   | 1  | 0 | 2 | 0 | 20 | 0   |    |
| Total carrera | Total carrera | Total carrera | 121 | 14 | 4 | 0 | 2 | 0  | 128 | 14 |
| (1)Incluidos los datos de la Copa Abierta de Estados Unidos (2022, 2023, 2024). (2)Incluidos los datos de la Leagues Cup (2024). |               |               |     |    |   |   |   |    |     |    |

## Palmarés

### Títulos nacionales
| Título                 | Club              | País           | Año    |
| ---------------------- | ----------------- | -------------- | ------ |
| Primera División       | Tauro FC          | Panamá         | 2018-A |
| Campeón de Conferencia | Phoenix Rising FC | Estados Unidos | 2023   |
| USL Championship       | Phoenix Rising FC | Estados Unidos | 2023   |